# Lycosa snelli
Lycosa snelli là một loài nhện trong họ Lycosidae.
Loài này thuộc chi Lycosa. Lycosa snelli được Fernando McKay miêu tả năm 1975.